# Arturo Rivas Sainz
Arturo Rivas Sainz (Arandas, Jalisco, México, 24 de abril de 1905 - Guadalajara, Jalisco, 5 de enero de 1985) fue un escritor mexicano.

## Biografía
Arturo Rivas Sainz nació en la ciudad de Arandas, Jalisco, el 24 de abril de 1905. Sus padres fueron el farmacéutico Agustín Rivas y Avelina Sainz Orozco.
Realizó sus estudios de preparatoria en el Bachillerato del Seminario Conciliar de Guadalajara, y los revalidó en el Liceo de Varones, en Calle Liceo 60, esquina con Avenida Hidalgo, en Guadalajara.
Estudió la carrera de Leyes en la Escuela Libre de Derecho. Fue maestro de latín, análisis y estilística literaria, e historia del arte, en la Escuela Normal de Jalisco, y en la Facultad de Filosofía y Letras de la Universidad de Guadalajara. Asimismo, impartió cátedra de lingüística en el Instituto Tecnológico y de Estudios Superiores de Occidente (ITESO). Impartió clases en los cursos de verano en la Universidad de Arizona, ubicada en Tucson, Arizona.
Fue director de las revistas literarias Pauta, Eos, Xallixtlico y Summa.
De 1940 a 1945, publicó ensayos sobre poesía en las revistas Letras de México y El Hijo Pródigo.

### Muerte
Arturo Rivas Sainz falleció en Guadalajara, Jalisco, el 5 de enero de 1985, a los 79 años de edad.

## Algunas de sus obras
- Derecho del Trabajo, 1939.
- Novela de agua y hojas,  1940.
- El concepto de la zozobra, 1944.
- Fenomenología de lo poético, 1950.
- Palabras que se oyen, Universidad de Guadalajara, 1980.